# Otto Marseus van Schrieck
Otto Marseus van Schrieck (Nimega, 1619-Ámsterdam, 1678) pintor de la edad de oro de la pintura de los Países Bajos. Son muy conocidos sus cuadros de bosques, flora y fauna.

## Vida y obra
Durante 1648-1657 vivió en Roma y Florencia, junto con sus compañeros Matthias Withoos y Willem van Aelst, hasta que se estableció definitivamente en Ámsterdam.
El 25 de abril de 1664, se casó con Margarita Gysels (hija del grabador Cornelio Gysels). De acuerdo con la biografía de Otto escrita por Arnold Houbraken, en su etapa romana se unió a los Bentvueghels (asociación informal de pintores flamencos y alemanes residentes en Roma, establecida hacia 1620), y era conocido como snuffelaer (olisqueador) por su costumbre de capturar lagartos y serpientes extraños. El biógrafo cita a la esposa del pintor, quien afirmaba que su marido mantenía lagartos y serpientes en cautividad como modelos para sus pinturas.
Fue uno de los pintores que trabajó en los álbumes botánicos de Agnes Block.

## Galería

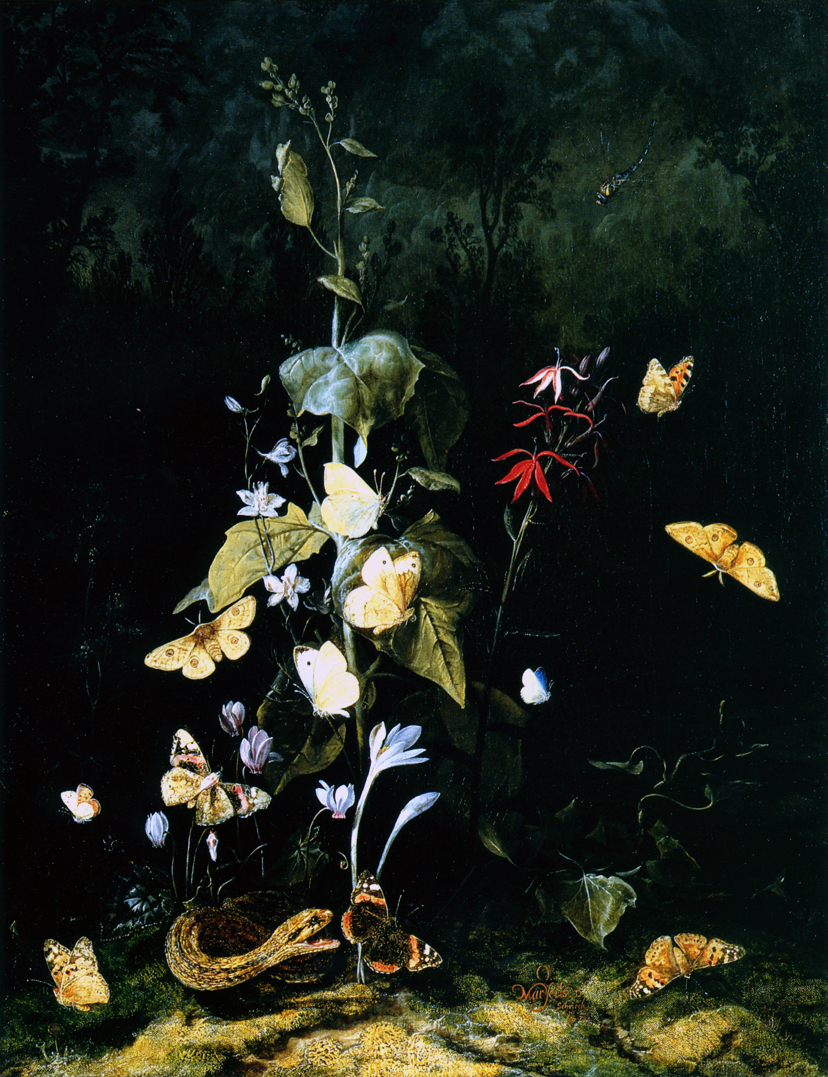
Plantas silvestres y mariposas en un paisaje boscoso (1670)
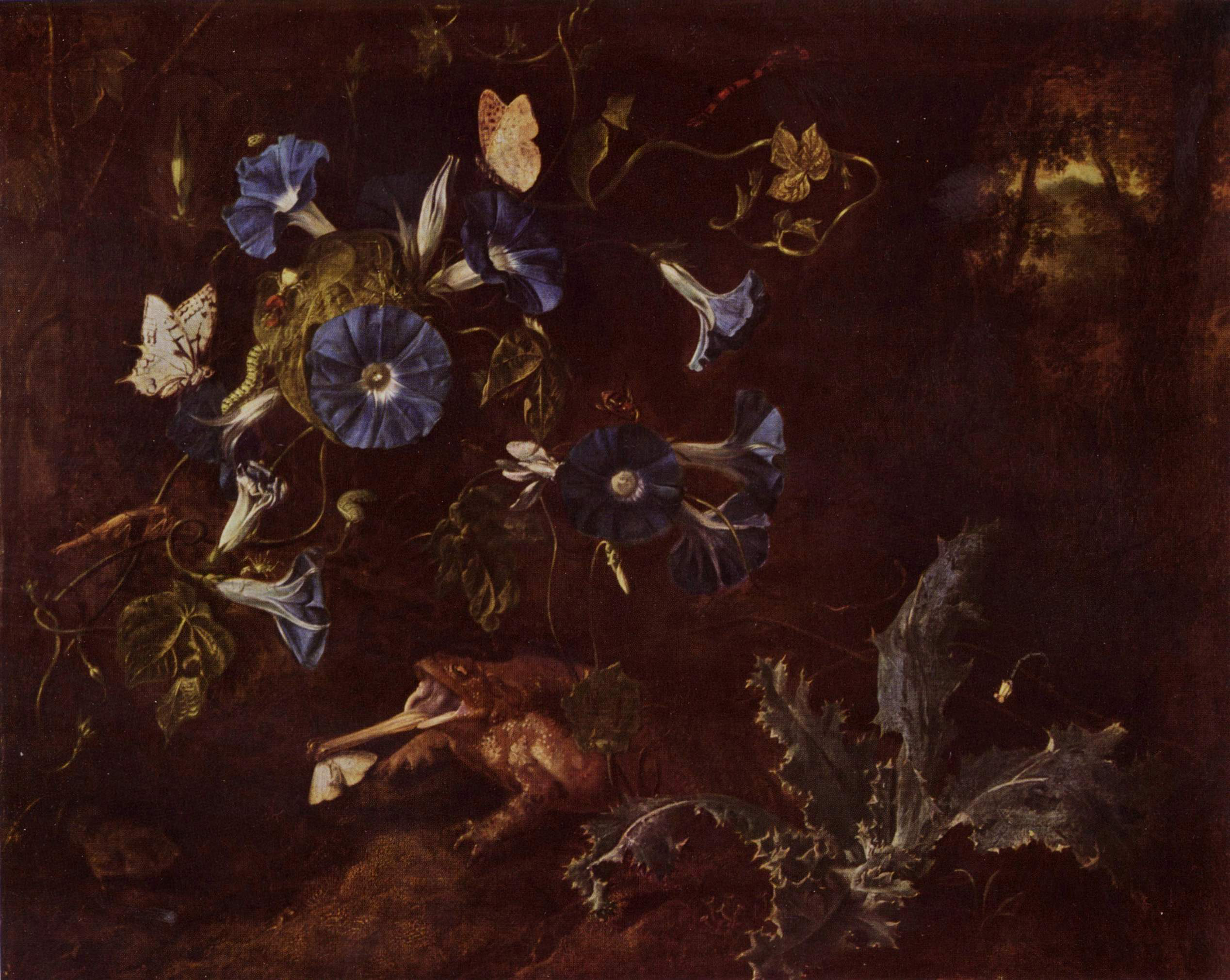
Campanillas, sapo, e insectos, 1660